# 塔尼斯
塔尼斯，是古埃及城市Djanet的希腊语名称。塔尼斯位于埃及的尼罗河三角洲的东北部，在古代尼罗河的支流之一Tanitic之畔，如今干涸已久。

## 历史
塔尼斯建城在埃及第二十王朝，在埃及第二十一王朝时期成为北部埃及的首府。坦尼斯是第二十一王朝的建立者法老斯门德斯的家乡。在接下来的埃及第二十二王朝，坦尼斯仍然保留了埃及首都的地位，虽然在上埃及（埃及南部）有与其对立的政治中心。塔尼斯也是一个重要的商业城市，在地理上具有战略意义。直到公元6世纪曼扎拉湖(Lake Manzala)的洪水威胁其存在，导致其最终被废弃。逃亡者在附近建立了新的城市Tennis。
| 前任： 底比斯 | 埃及首都 公元前1078–公元前740 | 繼任： 塞易斯 |